# Ормети (Озургетский муниципалитет)
Ормети (груз. ორმეთი) — село в Грузии, на территории Озургетского муниципалитета края (мхаре) Гурия.

## География
Село находится в западной части Грузии, на левом берегу реки Супсы, на расстоянии приблизительно 10 километров (по прямой) к северо-западу от города Озургети, административного центра муниципалитета.

## Население
По результатам официальной переписи населения 2014 года, в Ормети проживало 347 человек (172 мужчины и 175 женщин). В национальной структуре населения грузины составляли 96,25 %, армяне — 3,75 %.
| Год  | Население, человек |
| ---- | ------------------ |
| 2002 | 579                |
| 2014 | ↘ 347              |